# Metalectra bigallis
Metalectra bigallis är en fjärilsart som beskrevs av Smith 1908. Metalectra bigallis ingår i släktet Metalectra och familjen nattflyn. Inga underarter finns listade i Catalogue of Life.